# Psammotella cruenta
Psammotella cruenta is een tweekleppigensoort uit de familie van de Psammobiidae. De wetenschappelijke naam van de soort is voor het eerst geldig gepubliceerd in 1786 door Lightfoot.